# Jules Aymé de la Herlière
Ne doit pas être confondu avec La Herlière.
Pour les articles homonymes, voir Aymé.
Jules Aymé de la Herlière est un homme politique français né le 14 juin 1806 à Médonville (Vosges) et décédé le 9 avril 1887 à Neufchâteau (Vosges).
Il étudie le droit à Paris, il devient avocat à Neufchâteau avant de devenir substitut du procureur du roi à Lunéville. Il est ensuite magistrat au tribunal de Neufchâteau en 1840. 
Il est rapidement le premier adjoint au maire de Neufchâteau puis il est nommé maire puis élu conseiller d'arrondissement entre 1841 et 1848, puis conseiller général du canton de Bulgnéville en 1848. Il devient président du conseil général entre 1852 et 1871. Il est député des Vosges de 1852 à 1869, siégeant dans la majorité dynastique, soutenant le Second Empire. Il se représente en 1876 mais échoue face à Paul Frogier de Ponlevoy. Il se représente en 1877 mais échoue à nouveau. Il se retire alors totalement de la vie politique. 

## Sources
- « Jules Aymé de la Herlière », dans Adolphe Robert et Gaston Cougny, Dictionnaire des parlementaires français, Edgar Bourloton, 1889-1891 [détail de l’édition]